# Wolga (Föderationskreis)
Der Föderationskreis Wolga (russisch Приволжский федеральный округ Priwolschski federalny okrug) ist eine administrative Einheit (Föderationskreis) in Russland (siehe Föderale Gliederung Russlands) an der Wolga. Verwaltungssitz ist Nischni Nowgorod. Der Föderationskreis Wolga wurde durch Dekret des Präsidenten vom 13. Mai 2000 gegründet. Er besteht aus 14 föderalen Subjekten der Russischen Föderation.

## Geografie
Das Territorium des Föderationskreises hat einen Anteil von 6,06 Prozent des Territoriums der Russischen Föderation. Der Föderationskreis hat keinen Zugang zum Meer und liegt im Zentrum Russlands. Das Territorium hat einen hohen Anteil an landwirtschaftlicher Nutzfläche und weist hohe Wasserkraftressourcen auf. Auf einer Strecke von 3.500 Kilometern durchströmt „Mütterchen Wolga“, wie die Russen Europas längsten Strom nennen, in einem weiten Bogen Russland – den größten Teil davon im gleichnamigen Föderationskreis. Die Wolga ist Lebens- und Verkehrsader einer Region, die für die russische und sowjetische Geschichte von enormer Bedeutung ist. Die Nachbarschaft zu den Föderationskreisen Ural im Osten und Zentralrussland im Westen sichern einen hohen Wirtschaftsaustausch mit dem Rest des Landes. Im Süden grenzt der Kreis an Kasachstan, im Südwesten an den Föderationskreis Südrussland und im Norden an den Föderationskreis Nordwestrussland.
Das Relief besteht aus einer flachen, leicht welligen Ebene und ist in der nördlichen Hälfte des Kreises mit breiten glazialen Ablagerungen bedeckt. Eine sanftes Hügelplateau von bis zu 350 Metern Höhe erstreckt sich vom Norden nach Süden entlang des rechten Westufers der Wolga. Erdgeschichtlich interessante Gesteinshöhlen kommen in den Ausläufern des Urals vor; sie gelten als Naturwunder der Region. Es gibt relativ wenige gehaltvolle Mineralvorkommen auf dem Gebiet des Föderationskreises. Von nationaler Bedeutung sind vor allem Erdöl- und Schwefelablagerungen. Die meisten Wälder sind im Norden des Kreises konzentriert, vor allem um Nischni Nowgorod und der Oblast Kirow. Beide Gebiete sind zu mehr als 50 Prozent bewaldet. Die durchschnittliche Waldfläche im südlichen Teil der Region beträgt dagegen nur acht Prozent. Das Klima ist hier stärker kontinental geprägt als um Moskau. Die Schneedecke liegt mindestens fünf Monate. Die durchschnittliche Temperatur eines Januars beträgt −16 Grad Celsius. Im Sommer kann es im Norden warme und im Süden heiße Perioden geben. Die durchschnittliche Temperatur im Juli in Nischni Nowgorod beträgt +18 Grad Celsius, und in der Nähe von Saratow +20 Grad Celsius. Die absoluten Temperaturrekorde in Kasan waren −47 Grad Celsius für den Winter und +38 Grad Celsius für den Sommer. Die Niederschlagswerte im Norden der Region betragen etwa 500–600 Millimeter pro Jahr und im Süden nur etwa 400 Millimeter pro Jahr. Die Böden sind in erster Linie Alfisolböden im Norden, und Schwarzerden und Aridisolhalbwüste im Süden. Das nördliche Drittel des Föderationskreises befindet sich in der Nadel- und gemischten Waldzone, während die südlichen zwei Drittel sich in der Waldsteppen- und Steppenzone befindet. Einige seltene Pflanzen und Vegetationstypen kommen am Westufer der Wolga auf Kreidefelsen vor. In der Region gibt es eine Vielzahl von Naturschutzgebieten. Es gibt 14 Zapovedniks, 8 Nationalparks und 4 Wildschutzgebiete.

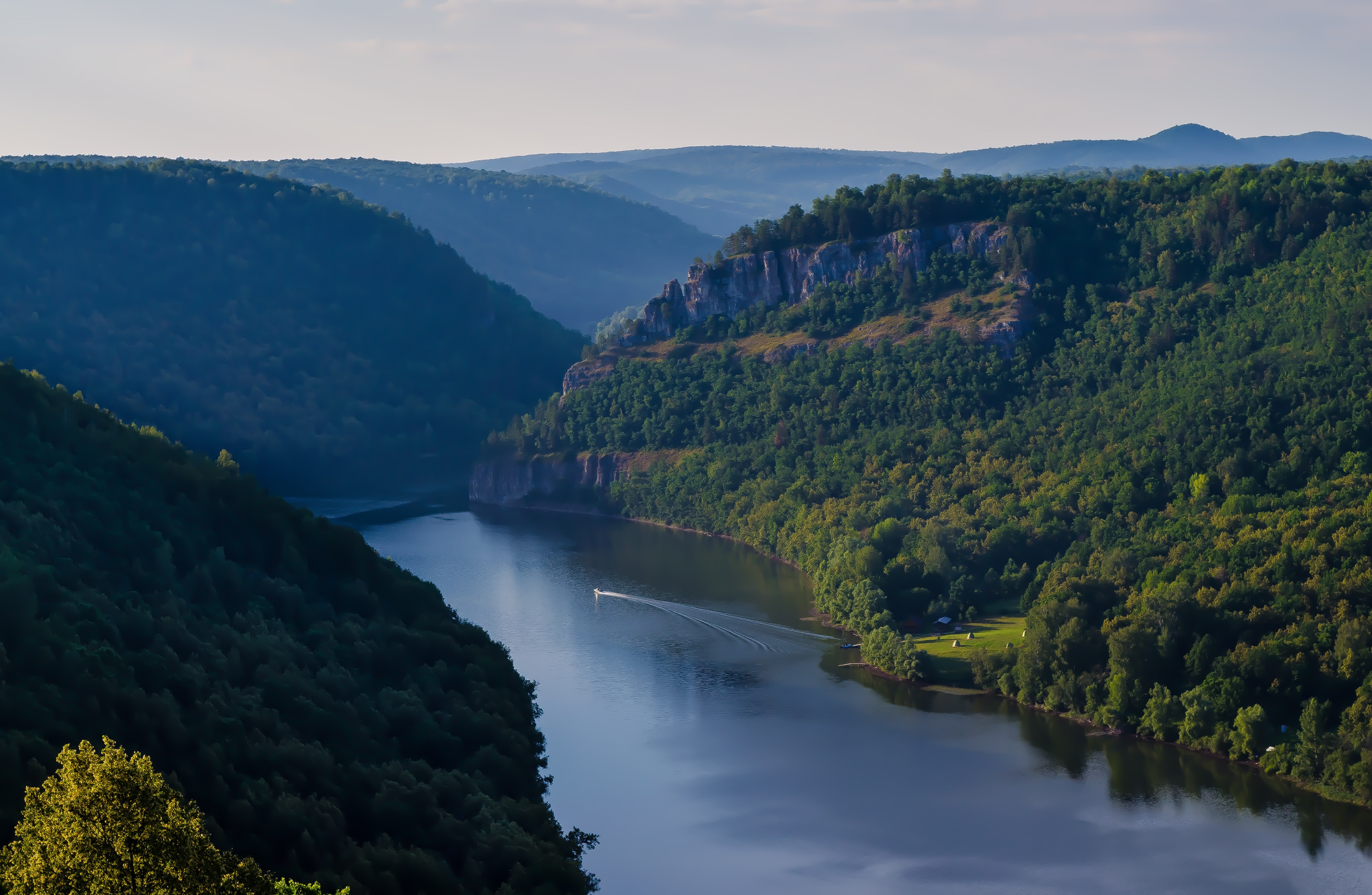
Der Nugusch in der autonomen Republik Baschkortostan.
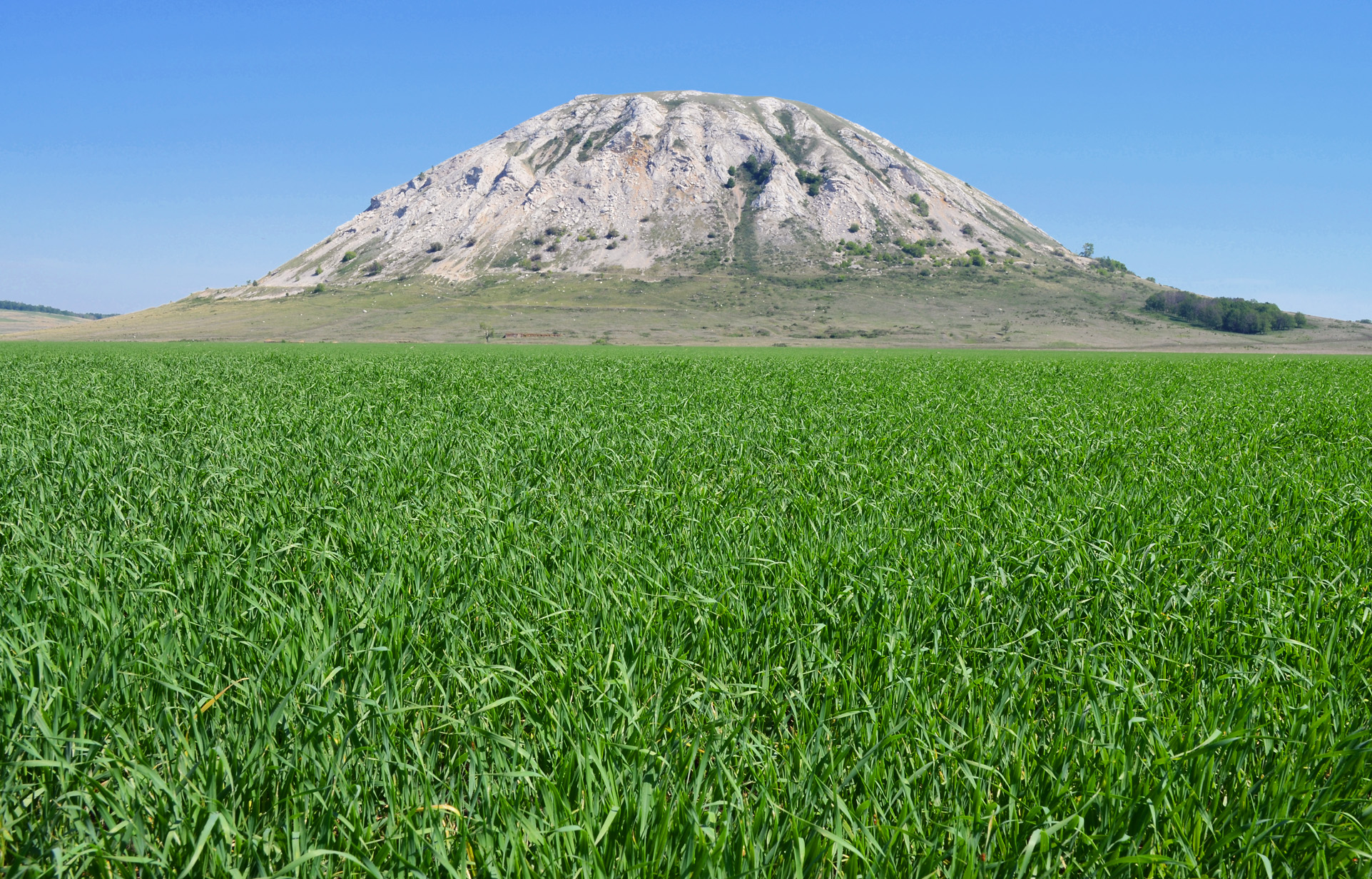
Einzelner Hügel in der Steppe von Baschkortostan gelegen
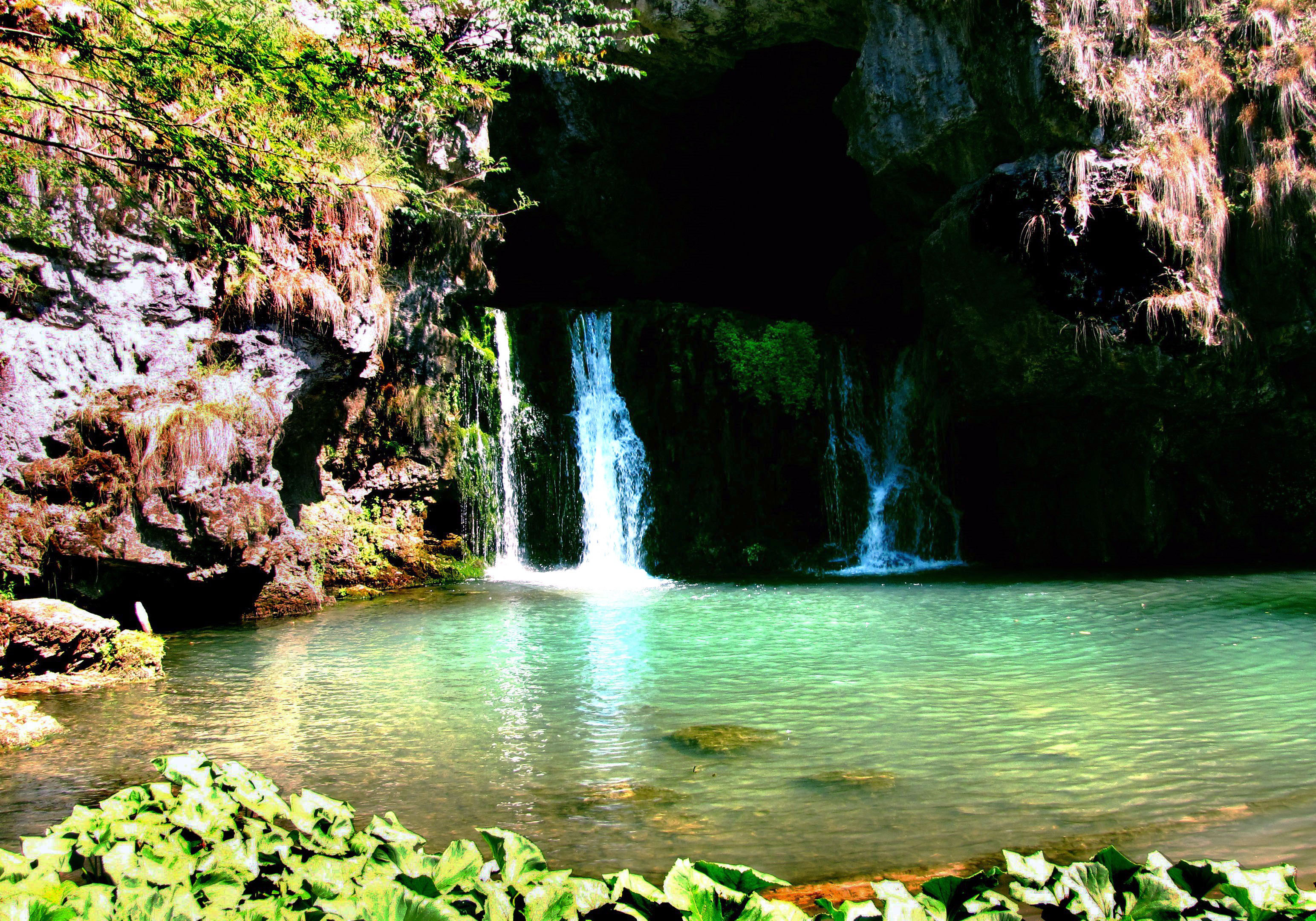
Wasserfall in Baschkortostan
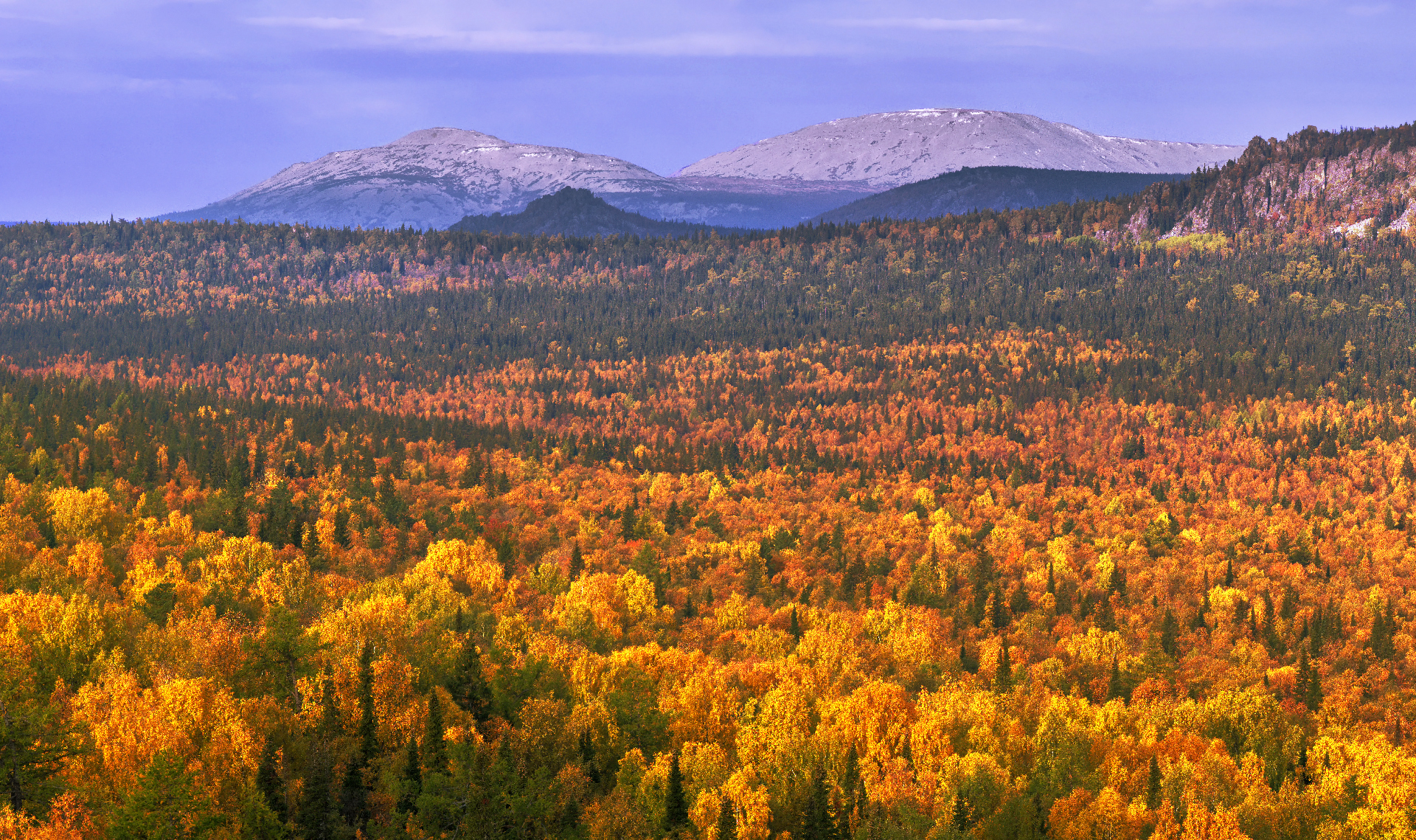
Vorberge des Jamantau

Der Föderationskreis Wolga beherbergt 9 der 21 größten Städte Russlands. Von ihnen ist einzig die Autostadt Toljatti im Gebiet Samara nicht Sitz eines regionalen Parlaments. Größte Stadt und Hauptstadt des Kreises ist Nischni Nowgorod mit knapp 1,3 Millionen Einwohnern. Zu Sowjetzeiten nach Moskau und Leningrad noch drittgrößte Stadt Russlands, belegt es heute hinter Nowosibirsk und Jekaterinburg Platz fünf im Einwohnerranking.
Fast alle wichtigen Städte des Föderationskreises liegen an der Wolga: die Kreishauptstadt Nischni Nowgorod, bei der der Fluss von Norden kommend in die Region eintritt, Kasan und Samara, in der das Unternehmen RKZ Progress die Sojus-Trägerraketen herstellt.

## Geschichte

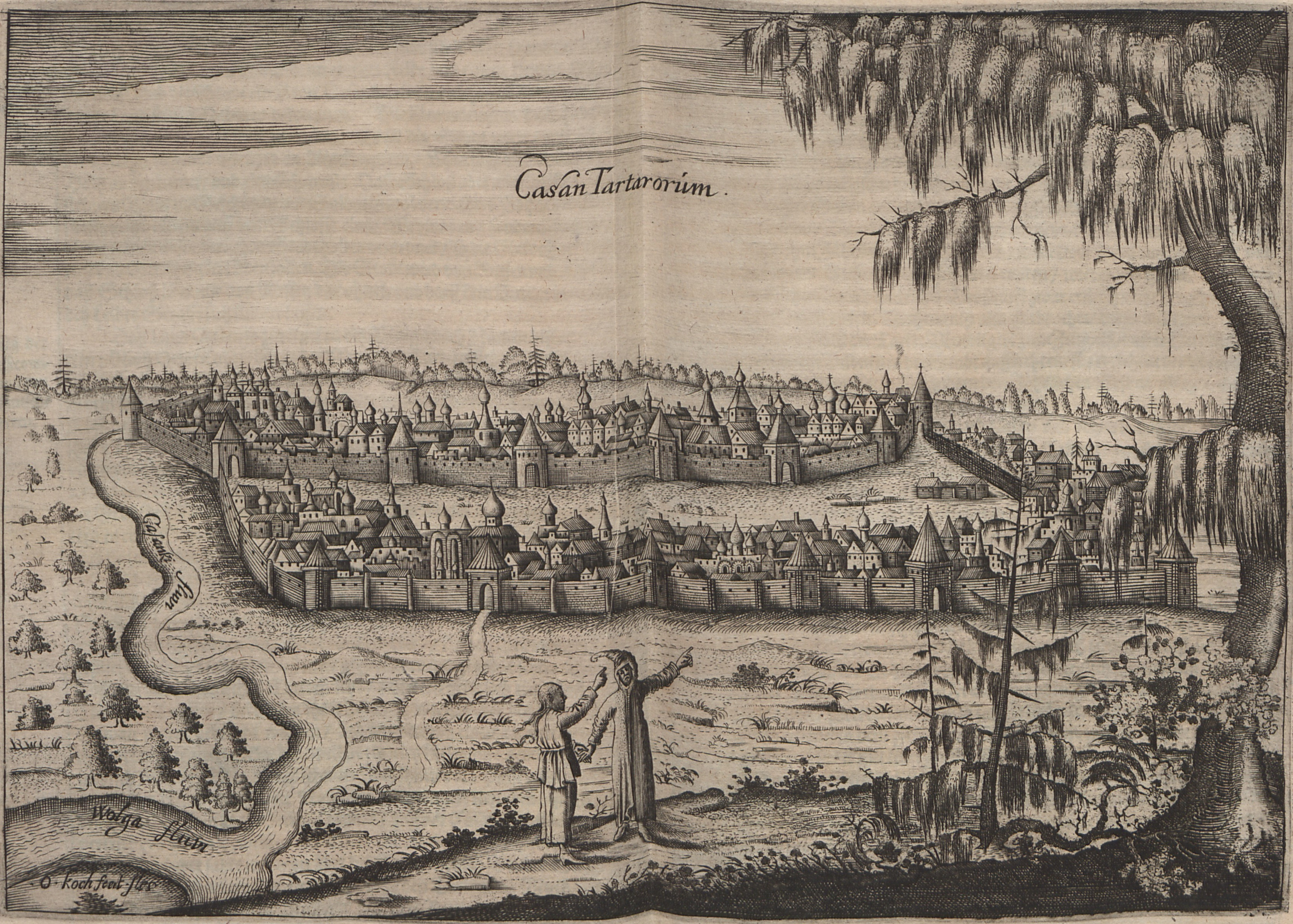
Kasan
Zeichnung von Adam Olearius, 1656

Nach der Eroberung des Khanat Kasan 1552 und des Khanat Astrachan 1556 durch den Moskauer Zaren Iwan IV. kam auch der untere und mittlere Wolgalauf in den russischen Herrschaftsbereich und wurde fortan durch russische Kolonisatoren besiedelt. Die dort seit Jahrhunderten ansässige turk- und finnischsprachige Bevölkerung, die Mari, die Udmurten, die Tschuwaschen, Mordwinen und Tataren sowie die Nogaier und seit dem 17. Jahrhundert auch die westmongolischen Kalmücken waren fortan tiefgreifenden Veränderungen unterworfen.
Diese Veränderungen galten auch für den expandierenden russischen Staat und die Russen. Sowohl die Funktion des Gebietes als Drehscheibe zwischen Orient und Okzident, als auch die Rolle der Wolgatataren als Grenzgänger zwischen Europa und Asien beeinflussten fortan die russischen Bemühungen, das Gebiet nachhaltig zu beherrschen. Denn mit der Eroberung des Gebietes der mittleren Wolga entwickelte sich aus dem bis dahin ethnisch homogenen russischen Staat ein multiethnisches Imperium.
Ende des 16. Jahrhunderts wurden an der unteren Wolga zwar die Festungs- oder Kolonialstädte Simbirsk, Samara und Saratow gegründet, eine breite bäuerliche Kolonisation setzte in dem Gebiet aber erst im 17. und 18. Jahrhundert ein. Gleichzeitig begann eine geplante Bevölkerungspolitik für diese Zeit, so erfolgte auch die Ansiedlung von Einwanderern aus Europa, zum Beispiel die späteren Wolgadeutschen.
Der neue Handelsweg über das Kaspische Meer nach Persien und Indien weckte zum einen das Interesse westeuropäischer Kaufleute und führte andererseits zu einer wirtschaftlichen Belebung im Binnenhandel. Eine systematische Erkundung des Wolgagebietes begann erst im 17. Jahrhundert, als Adam Olearius mit seiner gedruckten Wolgakarte nachfolgenden Persienfahrern für die Schifffahrt nützliches und notwendiges kartografisches Wissen zugänglich machte und grundlegende Informationen über die Städte und Völker an der Wolga gab.
Erst im 18. Jahrhundert wurde die Wolga stärker in ihrer regionalen und in ihrer Bedeutung für Russland gesehen. Zu Beginn des 18. Jahrhunderts war Russland zu einer europäischen Großmacht aufgestiegen und veränderte seine geopolitische Ausrichtung. Leitidee war nun die Hinwendung nach Europa auf Basis einer starken maritimen Flotte. Die Wolga nahm in dieser Konzeption eine zentrale Rolle ein. Denn sie verband mit ihren zahlreichen Nebenflüssen und über ein Kanalsystem die Ostsee, das Weiße Meer und das Kaspische Meer miteinander.

## Bevölkerung und Religion
Die Bevölkerung des Föderationskreis Wolga beträgt 2015 29,715.450 Menschen. Dies macht einen Anteil von 20,32 Prozent der Bevölkerung von Russland aus. Hinter Zentralrussland ist dies die zweitgrößte Einwohnerzahl unter allen Föderationskreisen. 71 Prozent der Bevölkerung leben in urbanen Siedlungen. Dieser Wert liegt über dem russischen Durchschnitt. Seine Bevölkerungsdichte von 30 Einwohnern pro Quadratkilometer macht den Föderationskreis zum vierten der am dichtest besiedelten Föderationskreise (nach Nordkaukasus, Zentralrussland und Südrussland) in Russland.
Die Bevölkerung ist ethnisch heterogen durchmischt. Nur der Föderationskreis Nordkaukasus ist noch vielfältiger besiedelt. Allein sechs Republiken tragen die Namen nichtrussischer Völker –  Tatarstan, Baschkortostan, Mordwinien, Udmurtien, Mari El und Tschuwaschien. Mordwinen wie Udmurten und Mari sind finno-ugrische Völker, Baschkiren, Tschuwaschen und Tataren Turkvölker. Letztgenannte gelten als Nachfahren von Dschingis Khans Goldener Horde. Die drei finno-ugrischen Völker sowie die Tschuwaschen stehen der Russisch-Orthodoxen Kirche nahe. Tataren und Baschkirien sind dagegen mehrheitlich muslimisch – auch wenn unter ihnen nach 70 Jahren Sowjetgeschichte zahlreiche Atheisten sind. Knapp die Hälfte der bis zu 20 Millionen Muslime Russlands lebt an der Wolga. Ihre Religion erlebt ähnlich wie die Russisch-Orthodoxe Kirche im post-sowjetischen Russland einen Boom: Allein zwischen 1997 und 2008 stieg die Zahl der Moscheen in der Republik Tatarstan von 700 auf über 1.100.

## Wirtschaft
Anders als in Nordwest- oder Zentralrussland gibt es an der Wolga kein eindeutiges Zentrum. Neben Tatarstan verfügen auch die Gebiete Orenburg, Samara, Perm und Nischni Nowgorod sowie die Republik Baschkortostan über gut entwickelte Wirtschaftsstrukturen.
Der Anteil der Industrieproduktion an Russlands Wirtschaft beträgt 23,9 Prozent. Damit steht der Föderationskreis an erster Stelle in Russland gefolgt vom Föderationskreis Zentralrussland. Der Anteil an der gesamten landwirtschaftlichen Produktion Russlands machte 2005 24,7 Prozent aus. Das Volumen der Investitionen in die Wolga beträgt 15,3 Prozent aller Investitionen in Russland.
Der Föderationskreis Wolga verfügt über umfangreiche Erdöl- und Erdgasvorkommen. Dementsprechend sind hier große petrochemische Unternehmen angesiedelt. Darüber hinaus gibt es Kalisalzvorkommen (rund 96 Prozent aller erkundeten Kalisalzvorkommen in Russland), Phosphorit- (60 Prozent), Zink-, Kupfer-, Zementrohstoff-, Silber- und Goldvorräte sowie zahlreiche Mineralquellen. Heute ist der Kreis wichtigster Standort für die Produktion von Düngemitteln.
Der Maschinenbau ist ein zweites wichtiges Standbein der Industrie im Föderationskreis Wolga. Hier ist unter anderem ein großer Teil der Rüstungsindustrie angesiedelt. Zudem haben bedeutende russische Unternehmen der Automobilindustrie und der Luft- und Raumfahrttechnik hier ihren Sitz. Mit über 20 Prozent hat der Kreis den größten Anteil aller föderalen Verwaltungskreise an der Industrieproduktion Russlands.
Zum Föderationskreis Wolga gehören einige der reichsten Regionen Russlands. Baschkortostan verfügt über eigene Erdölvorkommen und eine entwickelte petrochemische Industrie. Nördlich der Hauptstadt Ufa befindet sich der größte petrochemische Komplex Europas. Außerdem arbeitet in Neftekamsk, rund 270 Kilometer nördlich von Ufa, der zweitgrößte Omnibushersteller Russlands, die Firma NefAZ.
Tatarstan ist ebenfalls reich an Erdöl- und Erdgasvorkommen. Auch in dieser Region spielt die Erdölverarbeitung eine große Rolle. Außerdem ist in Nabereschnyje Tschelny das KAMAZ-Werk beheimatet, der größte Hersteller schwerer Lastwagen in Russland und ein bedeutender Motorenproduzent. Ein weiterer Schwerpunkt ist die Flugzeugindustrie.

## Gliederung

Föderationssubjekte des Föderationskreises Wolga

| #      | Flagge | Föderationssubjekt      | Verwaltungssitz/ Hauptstadt | Fläche      | Bevölkerung 2010 | Bevölkerung 2015 |
| ------ | ------ | ----------------------- | --------------------------- | ----------- | ---------------- | ---------------- |
| 1      |        | Republik Baschkortostan | Ufa                         | 142947 km²  | 4.072 Mio.       | 4.071 Mio.       |
| 2      |        | Oblast Kirow            | Kirow                       | 120374 km²  | 1.341 Mio.       | 1.304 Mio.       |
| 3      |        | Republik Mari El        | Joschkar-Ola                | 23375 km²   | 0.696 Mio.       | 0.687 Mio.       |
| 4      |        | Republik Mordwinien     | Saransk                     | 26128 km²   | 0.834 Mio.       | 0.808 Mio.       |
| 5      |        | Oblast Nischni Nowgorod | Nischni Nowgorod            | 76624 km²   | 3.310 Mio.       | 3.270 Mio.       |
| 6      |        | Oblast Orenburg         | Orenburg                    | 123702 km²  | 2.033 Mio.       | 2.001 Mio.       |
| 7      |        | Oblast Pensa            | Pensa                       | 43352 km²   | 1.386 Mio.       | 1.355 Mio.       |
| 8      |        | Region Perm             | Perm                        | 160236 km²  | 2.635 Mio.       | 2.637 Mio.       |
| 9      |        | Oblast Samara           | Samara                      | 53565 km²   | 3.215 Mio.       | 3.212 Mio.       |
| 10     |        | Oblast Saratow          | Saratow                     | 101240 km²  | 2.521 Mio.       | 2.493 Mio.       |
| 11     |        | Republik Tatarstan      | Kasan                       | 67847 km²   | 3.786 Mio.       | 3.855 Mio.       |
| 12     |        | Republik Udmurtien      | Ischewsk                    | 42061 km²   | 1.521 Mio.       | 1.517 Mio.       |
| 13     |        | Oblast Uljanowsk        | Uljanowsk                   | 37181 km²   | 1.292 Mio.       | 1.262 Mio.       |
| 14     |        | Republik Tschuwaschien  | Tscheboksary                | 18343 km²   | 1.251 Mio.       | 1.238 Mio.       |
| Gesamt | Gesamt | Gesamt                  | Gesamt                      | 1038000 km² | 29.899 Mio.      | 29.715 Mio.      |

## Verkehr
Der Kreis besitzt einen ausgezeichnet ausgebauten Verkehrssektor. Die Wolga mit ihren Nebenflüssen Oka und Kama verbindet die Region mit Moskau und Sankt Petersburg, dem Schwarzen Meer, der Ostsee und dem Kaspischen Meer. Die Wolga ist von Mitte März bis November befahrbar und ist eine der am häufigst befahrenen Wasserstraßen Europas. Eine große Anzahl an Eisenbahnstrecken, Autobahnen, Öl- und Gaspipelines und Flughäfen sichern den Transport und den Verkehr mit den anderen russischen Regionen und dem Ausland ab.